# Кальтяевский сельсовет
Кальтяевский сельсовет — муниципальное образование в Татышлинском районе Башкортостана.
Административный центр — село Кальтяево.

## История
Согласно Закону о границах, статусе и административных центрах муниципальных образований в Республике Башкортостан»имеет статус сельского поселения.

## Население
| 2002  | 2009  | 2010  | 2012  | 2013  | 2014  | 2015  |
| ----- | ----- | ----- | ----- | ----- | ----- | ----- |
| 1387  | ↘1178 | ↗1205 | ↘1204 | ↘1191 | ↘1171 | ↘1148 |
| 2016  | 2017  | 2018  |       |       |       |       |
| ↘1135 | ↘1127 | ↗1134 |       |       |       |       |

## Состав сельского поселения
| № | Населённый пункт | Тип населённого пункта       | Население |
| - | ---------------- | ---------------------------- | --------- |
| 1 | Кальтяево        | село, административный центр | ↗573      |
| 2 | Вязовка          | село                         | ↘504      |
| 3 | Старый Шардак    | деревня                      | ↘85       |
| 4 | Нижнее Кальтяево | деревня                      | →41       |
| 5 | Фанга            | деревня                      | →2        |